# Crytea albifrons
Crytea albifrons är en stekelart som beskrevs av Heinrich 1968. Crytea albifrons ingår i släktet Crytea och familjen brokparasitsteklar. Inga underarter finns listade i Catalogue of Life.